# Сервий Корнелий Сципион Сальвидиен Орфит (консул 51 года)
Сервий Корнелий Сципион Сальвидиен Орфит (лат. Servius Cornelius Scipio Salvidienus Orfitus) — римский государственный деятель середины I века.
О его происхождении ничего неизвестно. В правление Клавдия Орфит был квестором. В 51 году он назначен консулом, а его коллегой стал сам император. В конце года Орфит был заменен несколькими консулами-суффектами. В 62/63 году он, по всей видимости, был проконсулом провинции Африка. В 66 году по его предложению май был назван в честь Клавдия, а июнь — Германика. Наверно в том же году он был казнён по обвинению Аквилия Регула.
Его сыном был консул-суффект Сервий Корнелий Сципион Сальвидиен Орфит.